# Cepphus columba
El arao colombino, arao paloma o arao pichón (Cepphus columba)  es una especie de ave caradriforme de la familia de los araos (Alcidae).  

## Apariencia

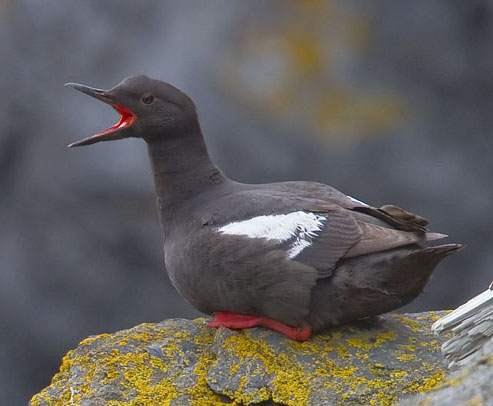
Cepphus columba. Bahía Uyak, Kodiak, Alaska.

Se parecen mucho a los otros miembros del géneros Cepphus, en particular al arao aliblanco (Cepphus grylle), que es ligeramente más pequeño.
Las aves adultas tienen el cuerpo negro con una mancha blanca en el ala interrumpida por un trozo negro, pico oscuro y delgadas patas rojas. Son similares en apariencia al arao aliblanco, pero muestran revestimientos oscuros en las alas durante el vuelo. En invierno, las partes superiores son gris jaspeado y negro y las partes inferiores son blancas.  

## Hábitat
Su hábitat de cría son las costas rocosas, acantilados e islas en el norte a menudo formando pequeñas colonias. Por lo general, ponen sus huevos en cavidades rocosas cerca del agua, pero a menudo anidan en cualquier cavidad disponible, incluyendo cuevas, madrigueras abandonadas de otras aves marinas, incluso antiguas carcasas de bombas. A diferencia de muchos álcidos, los araos colombinos son diurnos y ponen dos huevos. Debido a que pueden alimentar a sus polluelos constantemente durante todo el día, los polluelos abandonan el nido más rápido que las alcas equivalentes en tamaño que sólo se aprovisionan en la noche.

## Distribución
Se distribuye en ampliamente en el Pacífico norte, de la islas Kuriles y la península de Kamchatka en Siberia a las costas del oeste de Norteamérica desde Alaska hasta California. Después de la temporada de cría en Alaska migran hacia el sur hasta las aguas abiertas, mientras que algunas aves desde las aguas de Columbia Británica y hacia norte de California. Las aves generalmente vuelven a su colonia natal para reproducirse.
Se zambullen para buscar comida, nadan bajo el agua y se alimentan en la zona béntica. Comen principalmente peces y otros animales acuáticos, en especial escorpeniformes, areneros (Trichodontidae), bacalao, capelán y cangrejos . La dieta de los polluelos varía ligeramente, con más peces que invertebrados, particularmente Sebastidae.